# O Combate (Jaboticabal)
O Combate é um jornal brasileiro publicado na cidade Jaboticabal (estado de São Paulo), em circulação desde a década de 1950.
No seu início dava mais espaço a divulgação das atividades espíritas e maçônicas do que as católicas; a despeito disso publicou, em 1962, uma reportagem intitulada “Jaboticabal no Concílio Ecumênico”, possivelmente por concorrer, na época, com o jornal "O Ascensor", da própria diocese; em ambos atuou o sr. Antônio Pascoal André, autor da obra "Histórico da Diocese de Jaboticabal 1929- 2004", como redator e revisor.
Também foi colaborador deste periódico o ex-ministro do Governo Emílio Médici, Alfredo Buzaid, que mais tarde foi por este regime de exceção levado a ministro da Corte Suprema do Brasil.
Sua sede atual fica à rua Barão do Rio Branco, número 177.